# Anna Netrebko

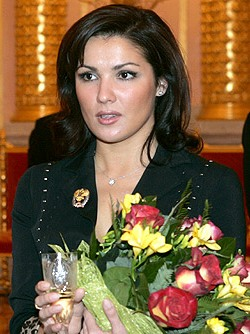
Anna Netrebko, 2005.

Anna Jurjevna Netrebko (ryska: Анна Юрьевна Нетребко), född 18 september 1971 i Krasnodar i dåvarande Sovjetunionen, är en rysk-österrikisk operasångerska (sopran).

## Biografi
Anna Netrebko har sedan mars 2006 österrikiskt medborgarskap och är bosatt i Salzburg och Wien. Hon upptäcktes av dirigenten och operachefen Valerij Gergijev och debuterade 1994 som Susanna i Mozarts Figaros bröllop på Mariinskijteatern i Sankt Petersburg. 1995 hade hon sitt första uppträdande i USA på San Francisco Opera (som Ludmilla i Glinkas Ruslan och Ludmilla, och 2002 debuterade hon på Metropolitan Opera som Natasja i Prokofjevs Krig och fred.
2002 sjöng hon även vid Salzburgfestivalen som Donna Anna i Mozarts Don Giovanni. Sedan dess har Netrebko uppträtt på de flesta av de stora operorna, däribland Metropolitan Opera, San Francisco Opera, Lyric Opera of Chicago, Londons Royal Opera House, La Scala i Milano, Wien-operan, Paris-operan, Zurich-operan, Berlin-operan och Münchens Bayerische Staatsoper. Hon har även uppträtt vid Kirovoperan vid Mariinskijteatern i St Petersburg (där hon gjorde sin scendebut som Susanna i Mozarts Figaros bröllop) och har då åter samarbetat då med sin mentor sedan många år, Valerij Gergijev.
Roller hon ofta sjunger är  Mozarts Susanna Puccinis Mimì (La Bohème) och Manon Lescaut; Verdis Violetta (La Traviata), Lady Macbeth (Macbeth) och Giovanna d'Arco; Bellinis Giulietta (I Capuleti ei Montecchi), Elvira (I puritani), och Amina (La Sonnambula); Mozarts Donna Anna (Don Giovanni); Donizettis Norina (Don Pasquale), Adina (Kärleksdrycken), Lucia (Lucia di Lammermoor), och Anna Bolena; titelrollen i Massenets Manon; Julia i Gounods Romeo och Julia; och Tjajkovskijs Tatiana (Eugen Onegin) och Iolanta.
Netrebko uppträder ofta i konsertform på platser som New Yorks Carnegie Hall och Londons Albert Hall och även ofta på arenor med plats för 10 000-tals åhörare. Hon har uppträtt utomhus – tillsammans med andra stora sångare som t.ex. Plácido Domingo och Dmitrij CHvorostovskij, t.ex. på Berlin’s Waldbühne och Röda torget i Moskva – dessa galor spelas ofta in för TV. Hon har även sjungit vid välkända Last Night of the Proms i London, och i föreställningar på Metropolitan Opera’s Live i HD-sändningar som sänds på biosalonger över världen, även i Sverige.
Säsongen 2015, sjöng hon rollen som Lady Mcbeth på Metropolitan. Följande säsong 2015/16 spelade hon Leonora i Trubadaduren av Verdi på Metropolitan, även den för sändning till biografer över världen.
Netrebko tilldelades 2020 Polarpriset på en miljon svenska kronor.

### Påverkan genom Ukraina-krisen
Hon har blivit kritiserad för sitt stöd till de ryskstödda separatisterna i Donetsk. I samband med Rysslands invasion av Ukraina 2022 har Netrebko blivit entledigad eller själv valt att avstå från att framträda. Bayerska statsoperan har avslutat samarbetet med Netrebko och dirigenten Valerij Gergijev. Själv har hon avstått från att framträda vid Zürichs operahus liksom vid Teatro alla Scala samt uppger även att hon tills vidare ” ... beslutat sig för att dra sig tillbaka från konsertlivet. För henne är det inte rätt tid att uppträda och göra musik”.